# Landtag Bawarii
Landtag Bawarii (niem. Bayerischer Landtag) – landtag, którego siedzibą jest Maximilianeum w Monachium. Do 1999 r. działała także izba wyższa (senat).

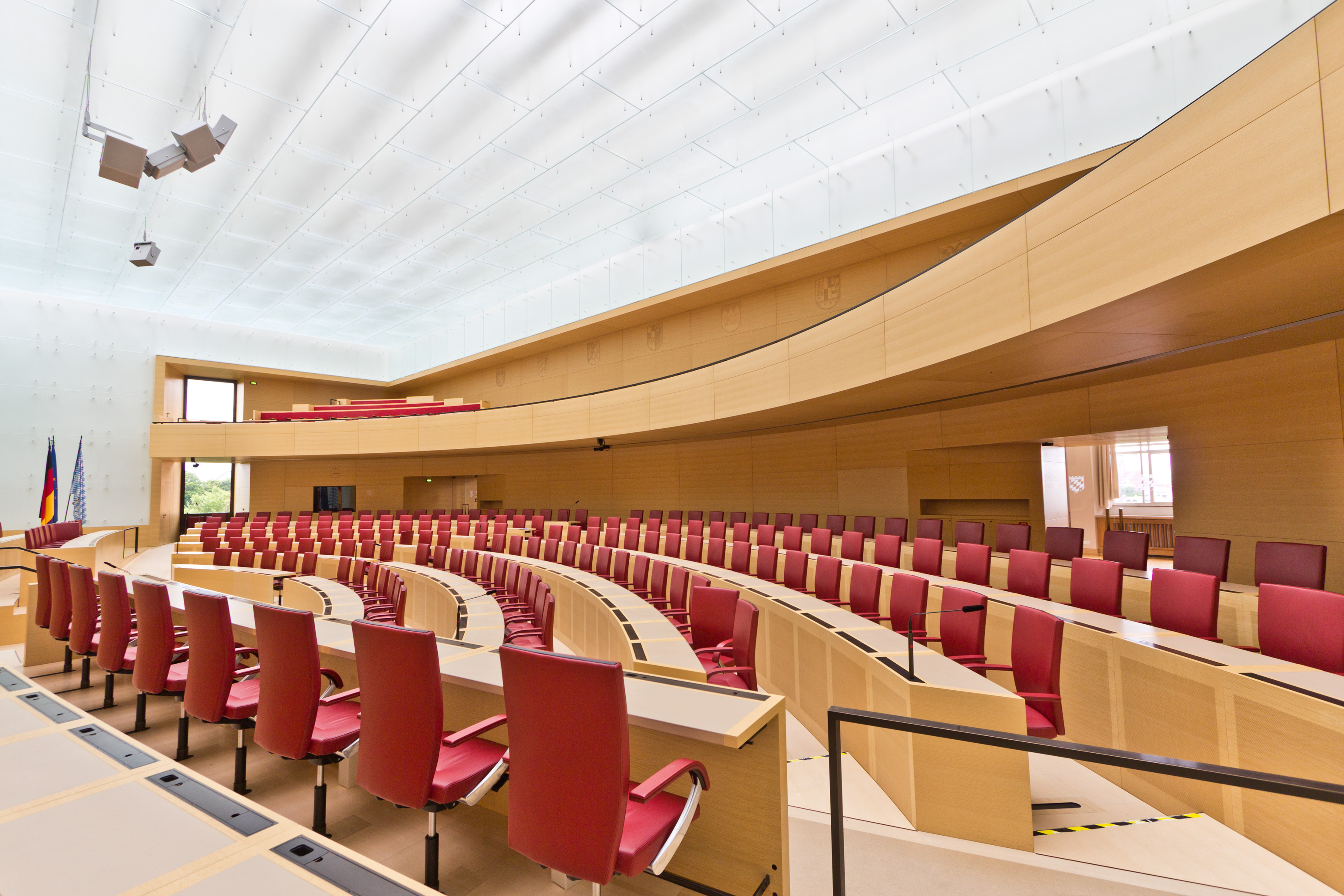
Sala obrad Landtagu Bawarii

## Przewodniczący
- 1946–1950 Michael Horlacher(inne języki), CSU
- 1950–1951 Georg Stang(inne języki), CSU
- 1951–1954 Alois Hundhammer(inne języki), CSU
- 1954–1960 Hans Ehard, CSU
- 1960–1978 Rudolf Hanauer(inne języki), CSU
- 1978–1990 Franz Heubl(inne języki), CSU
- 1990–1994 Wilhelm Vorndran(inne języki), CSU
- 1994–2003 Johann Böhm, CSU
- 2003–2008 Alois Glück(inne języki), CSU
- 2008–2018 Barbara Stamm, CSU
- od 2018 Ilse Aigner, CSU